# Bitwa pod Ochrydą
Bitwa pod Ochrydą (alb. Beteja e Ohrit) – bitwa stoczona przez wojska osmańskie pod dowództwem Şeremeta beja i albańsko-weneckie, dowodzone przez Skanderbega, w dniu 14 lub 15 września 1464.

## Geneza bitwy
W listopadzie 1463 papież Pius II ogłosił krucjatę przeciwko Turkom osmańskim. W gronie sojuszników papiestwa kluczową rolę odgrywał przywódca Albańczyków Skanderbeg, toczący od dwudziestu lat wojnę z Turcją. Władcy Florencji, Mediolanu i Neapolu, a także król Francji Ludwik XI odmówili udzielenia pomocy Skanderbegowi. Tylko Republika Wenecka skierowała do pomocy Albańczykom oddział złożony z 500 jazdy i 500 pieszych, pod komendą Antonio da Cosenzy, zwanego Cimarosto.
Po udanym ataku na Macedonię, który w 1462 przeprowadził Skanderbeg, Turcy zdecydowali się wzmocnić twierdze na tym terytorium. Sprawujący władzę w Ochrydzie, Şeremet bey otrzymał dodatkowe wsparcie 14 000 żołnierzy, co miało zapobiec kolejnemu atakowi ze strony Albanii. Kontyngent wenecki, dowodzony przez Cimarosto pozostał w Valikardhë (w pobliżu dzisiejszej Bulqizy), a główne siły Skanderbega zostały skierowane w stronę Ochrydy. Po dotarciu do Ochrydy, Skanderbeg przemówił do mieszkańców miasta, zachęcając ich aby wsparli oddziały chrześcijańskie. Mieszkańcy miasta utworzyli oddział złożony z 500 żołnierzy, który wystąpił przeciwko Turkom.

## Przebieg bitwy
Pierwsza faza działań albańskich ograniczała się do prowokowania garnizonu osmańskiego. Aby sprowokować Turków do działania, jazda Skanderbega upozorowała ucieczkę spod murów miasta. Pozwoliło to wciągnąć Turków w pułapkę i doprowadzić do ich klęski. W końcowej fazie bitwy do walki włączył się także kontyngent wenecki.

## Skutki bitwy
Straty tureckie przekraczały 10 tysięcy zabitych i wziętych do niewoli, straty albańsko-weneckie były nieznaczne. W niewoli znalazło się także 12 oficerów tureckich, za których Turcy zapłacili okup w wysokości 40 tysięcy dukatów. Mimo iż Skanderbegowi nie udało się zdobyć miasta, wenecka Signoria uznała zwycięstwo za decydujące o losach kampanii. Sułtan Mehmed II funkcję sandżakbeja w Ochrydzie powierzył janczarowi Ballabanowi Baderze, z pochodzenia Albańczykowi. On też miał za zadanie zlikwidować państwo Skanderbega.